# Madame Claude
Madame Claude és una pel·lícula francesa dirigida per Just Jaeckin, estrenada el 1977. Ha estat doblada al català.

## Argument
La casa de cites d'una famosa senyora és el lloc on un fals fotògraf, que en realitat és agent de la CIA, persegueix diplomàtics, arribant a constituir un greu perill perquè les fotos comprometen alts càrrecs de l'assumpte Lokhed.

## Repartiment
- Françoise Fabian: Madame Claude
- Dayle Haddon: Elizabeth
- Murray Head: David Evans
- Klaus Kinski: Alexander Zakis
- Vibeke Knudsen: Anne-Marie
- Maurice Ronet: Pierre
- Robert Webber: Howard
- Jean Gaven: Gustave Lucas
- André Falcon: Paul
- François Perrot: Lefevre
- Marc Michel: Hugo
- Roland Bertin: Soulier
- Max Amyl: el príncep
- Valérie Bonnier: una venedora
- Gérard Buhr: Firmin
- Florence Cayrol: Ginette
- Radiah Frye: Léa
- Pascal Greggory: Frédéric
- Fernand Guiot: El director
- Marc Lamole: Sallard
- Philippe Moreau: l'advocat
- Henri Poirier: el conserge
- Jean-Pierre Rambal: Alfredo